# Michal Kempný
Michal Kempný (* 8. září 1990 Hodonín) je český profesionální hokejový obránce, hrající v klubu Brynäs IF v SHL. V roce 2024 získal spolu s českou hokejovou reprezentací zlatou medaili na domácím mistrovství světa.

## Hráčská kariéra
Svou hokejovou kariéru započal Kempný v mládežnických kategoriích HC Dyje Břeclav a SHK Drtiči Hodonín. Již v patnácti letech se dočkal prvního zahraničního angažmá, když k 1. květnu 2005 přestoupil do slovenského HK 36 Skalica, za který po dvou sezónách mezi juniory debutoval ve slovenské extralize. Právě debutový zápas ovšem zůstal jeho jediným duelem za Skalici, jelikož po následném Mistrovství světa do 18 let v rámci jehož 1. divize český tým vynahradil ziskem 15 bodů z pěti zápasů sestupovou blamáž z předchozího roku, byl angažován tehdy prvoligovou Kometou Brno.
Do základní sestav již extraligového celku se natrvalo propracoval až v sezóně 2013-14, hned o rok později si pak kvalitními výkony vysloužil funkci náhradního kapitána a také prvních 14 startů v národním týmu.
Po sedmi sezónách strávených ve světě profesionálního hokeje podepsal 29. dubna 2015 lukrativní smlouvu s ruským Avangardem Omsk. V jeho dresu odehrál 70 zápasů Kontinentální hokejovou ligu. V klubu nasbíral 25 bodů a +25 byla také jeho bilance plus-mínus, díky čemuž se stal jedním z klíčových obránců týmu a vysloužil si také nominaci na své první dospělé mistrovství světa.
23. května 2016 jako nedraftovaný volný hráč podepsal roční smlouvu s Chicagem Blackhawks. V NHL debutoval 12 října 2016 při domácí prohře Chicaga s Saint Louis Blues 2:5. Svou první branku v nejkvalitnější lize světa vstřelil 30. prosince 2016 gólmanovi Caroliny Hurricans Camu Wardovi, také tento jeho milník ovšem drobně zakabonila domácí prohra (2:3, Kempný skóroval jako první v čase 6:36).
Ve své první sezóně v klubu zaznamenal 8 bodů v 50 zápasech. Dne 27. května 2017 se Chicago rozhodlo prodloužit jeho smlouvu o jeden rok.
Nedlouho poté, 19. února 2018, byl ovšem Kempný odeslán do Washingtonu Capitals výměnou za výhodnější pozici Chicaga v draftu. V dresu týmu z hlavního města vstřelil svůj první gól v play-off, trefil se jako vůbec první hráč finálové série Východní konference 2018 proti Tampě Bay Lightning svižnou střelou od modré čáry. 7. června 2018 získal s Washingtonem Capitals Stanley Cup a následně podepsal čtyřleté prodloužení smlouvy s odměnou ve výši 10 milionů dolarů.
Během přípravy na sezónu 2020-21 si přetrhl Achillovu šlachu. Dne 7. října 2020 klub oznámil, že obránce musel podstoupit operaci, v důsledku čehož byla Kempného sezóna omezena na pouhé dva zápasy za farmu Capitals v AHL - tým Hershey Bears.
Dne 27. prosince 2021 ho Capitals povolali zpět do elitní soutěže poté, co kvůli koronavirové pandemii přišli o šest hráčů, včetně tří ze šesti nejlepších beků. Při svém prvním vystoupení po téměř dvou letech si 29. prosince 2021 připsal asistenci. V této sezóně získal také bronzovou medaili na Mistrovství světa v Helsinkách a Tampere.
Po vypršení kontraktu podepsal Kempný jako volný hráč svému třetímu klubu v NHL, 24. července 2022 přijal roční smlouvu na 750 000 dolarů s týmem Seattle Kraken. V rámci tréninkového kempu se i vinou prodělaného otřesu mozku nedokázal prosadit a byl tak na začátek sezóny 2022/23 přeřazen do farmářského týmu v AHL, Coachella Valley Firebirds. V týmu Firebirds se objevil pouze dvakrát, 20. října 2022 s ním organizace po vzájemné dohodě ukončila smlouvu.
Kempný se rozhodl ukončit svou šestiletou zámořskou anabázi a vrátit se do extraligy. Již před začátkem sezóny jednal s pražskou Spartou a tak klub hned 22. října 2022 mohl oznámit novou posilu. Zde již pro něj nebylo problémem stát se jednou z klíčových složek týmu, hned při své první sezóně se navíc stal nejlepším nahrávačem ze všech extraligových beků. Individuální úspěch zaznamenal také na Mistrovství světa v ledním hokeji 2023, kde byl vyhlášen jedním z top 3 českých reprezentantů.
Největšího reprezentačního úspěchu se nicméně dočkal o rok později, když na Mistrovství světa v ledním hokeji 2024 v Praze a Ostravě vybojoval s českou reprezentací zlatou medaili.
Po sezóně 2024 / 2025 přestoupil do švédského Brynäs IF.

## Ocenění a úspěchy
- 2011 1.ČHL – Nejlepší hráč v pobytu na ledě v play off (+/-)
- 2016 MS – Top tři hráči v týmu
- 2023 MS – Top tři hráči v týmu

## Prvenství

### ČHL
- Debut – 15. září 2009 (HC GEUS OKNA Kladno proti HC Kometa Brno)
- První asistence – 25. září 2011 (HC Kometa Brno proti HC Sparta Praha)
- První gól – 4. října 2011 (HC Vítkovice Steel proti HC Kometa Brno, českému brankáři Romanu Málkovi)

### KHL
- Debut – 25. srpna 2015 (Avangard Omsk proti týmu Salavat Julajev Ufa)
- První asistence – 30. srpna 2015 (Traktor Čeljabinsk proti Avangardu Omsk)
- První gól – 8. září 2015 (Avangard Omsk proti Ak Bars Kazaň, ruskému brankáři Emilu Garipovovi)

### NHL
- Debut – 12. října 2016 (Chicago Blackhawks proti St. Louis Blues)
- První asistence – 18. listopadu 2016 (Calgary Flames proti Chicago Blackhawks)
- První gól – 30. prosince 2016 (Carolina Hurricanes proti Chicago Blackhawks, kanadskému brankáři Camu Wardovi)

## Statistiky

### Klubové statistiky
| Sezóna      | Klub                       | Soutěž      |     | Základní část | Základní část | Základní část | Základní část | Základní část |   | Play off | Play off | Play off | Play off | Play off |
| Sezóna      | Klub                       | Soutěž      | Z   | G             | A             | B             | TM            | Z             | G | A        | B        | TM       |          |          |
| 2005–06     | HK 36 Skalica              | SHL-18      | 42  | 1             | 5             | 6             | 24            | 2             | 0 | 0        | 0        | 0        |          |          |
| 2006–07     | HK 36 Skalica              | SHL-18      | 50  | 6             | 14            | 20            | 40            | —             | — | —        | —        | —        |          |          |
| 2006–07     | HK 36 Skalica              | SHL-20      | 7   | 0             | 0             | 0             | 4             | 1             | 0 | 0        | 0        | 0        |          |          |
| 2007–08     | HK 36 Skalica              | SHL-18      | 14  | 5             | 12            | 17            | 36            | —             | — | —        | —        | —        |          |          |
| 2007–08     | HK 36 Skalica              | SHL-20      | 37  | 1             | 13            | 14            | 68            | —             | — | —        | —        | —        |          |          |
| 2007–08     | HK 36 Skalica              | SHL         | 1   | 0             | 0             | 0             | 0             | —             | — | —        | —        | —        |          |          |
| 2008–09     | HC Kometa Brno             | ČHL-20      | 23  | 2             | 5             | 7             | 91            | —             | — | —        | —        | —        |          |          |
| 2008–09     | HC Kometa Brno             | 1.ČHL       | 18  | 1             | 0             | 1             | 6             | 14            | 1 | 0        | 1        | 6        |          |          |
| 2008–09     | SHK Hodonín                | 2.ČHL       | 1   | 0             | 0             | 0             | 0             | —             | — | —        | —        | —        |          |          |
| 2009–10     | HC Kometa Brno             | ČHL-20      | 8   | 2             | 1             | 3             | 34            | —             | — | —        | —        | —        |          |          |
| 2009–10     | HC Kometa Brno             | ČHL         | 24  | 0             | 0             | 0             | 18            | —             | — | —        | —        | —        |          |          |
| 2009–10     | SK Horácká Slavia Třebíč   | 2.ČHL       | 8   | 1             | 0             | 1             | 14            | 11            | 2 | 1        | 3        | 32       |          |          |
| 2010–11     | HC Kometa Brno             | ČHL         | 21  | 0             | 0             | 0             | 14            | —             | — | —        | —        | —        |          |          |
| 2010–11     | HC Rebel Havlíčkův Brod    | 2.ČHL       | 32  | 3             | 4             | 7             | 26            | 14            | 1 | 6        | 7        | 16       |          |          |
| 2011–12     | HC Kometa Brno             | ČHL         | 23  | 1             | 1             | 2             | 14            | —             | — | —        | —        | —        |          |          |
| 2011–12     | HC Rebel Havlíčkův Brod    | 2.ČHL       | 3   | 0             | 0             | 0             | 2             | —             | — | —        | —        | —        |          |          |
| 2012–13     | HC Slavia Praha            | ČHL         | 51  | 5             | 9             | 14            | 32            | 11            | 1 | 3        | 4        | 12       |          |          |
| 2013–14     | HC Kometa Brno             | ČHL         | 51  | 7             | 8             | 15            | 74            | 18            | 2 | 4        | 6        | 20       |          |          |
| 2014–15     | HC Kometa Brno             | ČHL         | 43  | 8             | 21            | 29            | 94            | 2             | 1 | 0        | 1        | 2        |          |          |
| 2015–16     | Avangard Omsk              | KHL         | 59  | 5             | 16            | 21            | 46            | 11            | 2 | 2        | 4        | 12       |          |          |
| 2016–17     | Chicago Blackhawks         | NHL         | 50  | 2             | 6             | 8             | 22            | 1             | 0 | 0        | 0        | 0        |          |          |
| 2017–18     | Chicago Blackhawks         | NHL         | 31  | 1             | 6             | 7             | 12            | —             | — | —        | —        | —        |          |          |
| 2017–18     | Washington Capitals        | NHL         | 22  | 2             | 1             | 3             | 14            | 24            | 2 | 3        | 5        | 10       |          |          |
| 2018–19     | Washington Capitals        | NHL         | 71  | 6             | 19            | 25            | 60            | —             | — | —        | —        | —        |          |          |
| 2019–20     | Washington Capitals        | NHL         | 58  | 3             | 15            | 18            | 22            | 5             | 0 | 1        | 1        | 4        |          |          |
| 2020–21     | Hershey Bears              | AHL         | 2   | 0             | 1             | 1             | 0             | —             | — | —        | —        | —        |          |          |
| 2021–22     | Washington Capitals        | NHL         | 15  | 1             | 1             | 2             | 16            | —             | — | —        | —        | —        |          |          |
| 2021–22     | Hershey Bears              | AHL         | 24  | 0             | 7             | 7             | 32            | —             | — | —        | —        | —        |          |          |
| 2022–23     | Coachella Valley Firebirds | AHL         | 2   | 0             | 1             | 1             | 0             | —             | — | —        | —        | —        |          |          |
| 2022–23     | HC Sparta Praha            | ČHL         | 35  | 1             | 27            | 28            | 28            | 6             | 2 | 1        | 3        | 2        |          |          |
| 2023–24     | HC Sparta Praha            | ČHL         | 49  | 7             | 24            | 31            | 44            | 11            | 0 | 4        | 4        | 36       |          |          |
| 2024–25     | HC Sparta Praha            | ČHL         | 24  | 3             | 5             | 8             | 6             | 12            | 1 | 0        | 1        | 8        |          |          |
| ČHL celkově | ČHL celkově                | ČHL celkově | 321 | 32            | 95            | 127           | 324           | 68            | 8 | 13       | 21       | 88       |          |          |
| NHL celkově | NHL celkově                | NHL celkově | 247 | 15            | 48            | 63            | 146           | 30            | 2 | 4        | 6        | 14       |          |          |

### Reprezentační statistiky
Reprezentuje už od roku 2007, svojí reprezentační premiéru mezi seniory si odbyl v listopadu 2014, když ho trenér České hokejové reprezentace Vladimír Růžička pozval na turnaj Karjala Cup 2014.
| Rok                       | Tým                       | Soutěž                    | Z  | G | A  | B  | TM |
| ------------------------- | ------------------------- | ------------------------- | -- | - | -- | -- | -- |
| 2008                      | Česko 18                  | MS-18 D1                  | 5  | 0 | 2  | 2  | 0  |
| 2010                      | Česko 20                  | MSJ                       | 6  | 0 | 2  | 2  | 0  |
| 2016                      | Česko                     | MS                        | 8  | 0 | 2  | 2  | 10 |
| 2016                      | Česko                     | SP                        | 3  | 0 | 0  | 0  | 2  |
| 2017                      | Česko                     | MS                        | 8  | 2 | 1  | 3  | 12 |
| 2022                      | Česko                     | MS                        | 8  | 0 | 0  | 0  | 8  |
| 2023                      | Česko                     | MS                        | 8  | 2 | 5  | 7  | 8  |
| 2024                      | Česko                     | MS                        | 10 | 0 | 3  | 3  | 14 |
| Juniorská kariéra celkově | Juniorská kariéra celkově | Juniorská kariéra celkově | 11 | 0 | 4  | 4  | 0  |
| Seniorská kariéra celkově | Seniorská kariéra celkově | Seniorská kariéra celkově | 45 | 4 | 11 | 15 | 54 |